# Mézeray
Mézeray ist eine französische Gemeinde mit 1.853 Einwohnern (Stand: 1. Januar 2022) im Département Sarthe in der Region Pays de la Loire. Sie gehört zum Arrondissement La Flèche und zum Kanton La Suze-sur-Sarthe. Die Einwohner werden Mézeréens genannt.

## Geographie
Die Gemeinde Mézeray liegt etwa 25 Kilometer südwestlich von Le Mans am Ufer des Flusses Vézanne, einem Nebenfluss der Sarthe. Umgeben wird Mézeray von den Nachbargemeinden Saint-Jean-du-Bois im Norden, La Suze-sur-Sarthe im Nordosten, Cérans-Foulletourte im Osten, La Fontaine-Saint-Martin im Südosten, Courcelles-la-Forêt im Süden, Malicorne-sur-Sarthe im Westen sowie Noyen-sur-Sarthe im Nordwesten.

## Bevölkerungsentwicklung
| Jahr                       | 1962 | 1968 | 1975 | 1982 | 1990 | 1999 | 2010 | 2021 |
| Einwohner                  | 1361 | 1299 | 1255 | 1546 | 1434 | 1487 | 1824 | 1852 |
| Quellen: Cassini und INSEE |      |      |      |      |      |      |      |      |

## Bauwerke und Sehenswürdigkeiten
- Kirche Saint-Martin, 1912 wieder errichtet
- Kapelle Notre-Dame de la Brosse
- Schloss Rafraire
- befestigter Gutshof Les Mésangères aus dem 16. Jahrhundert

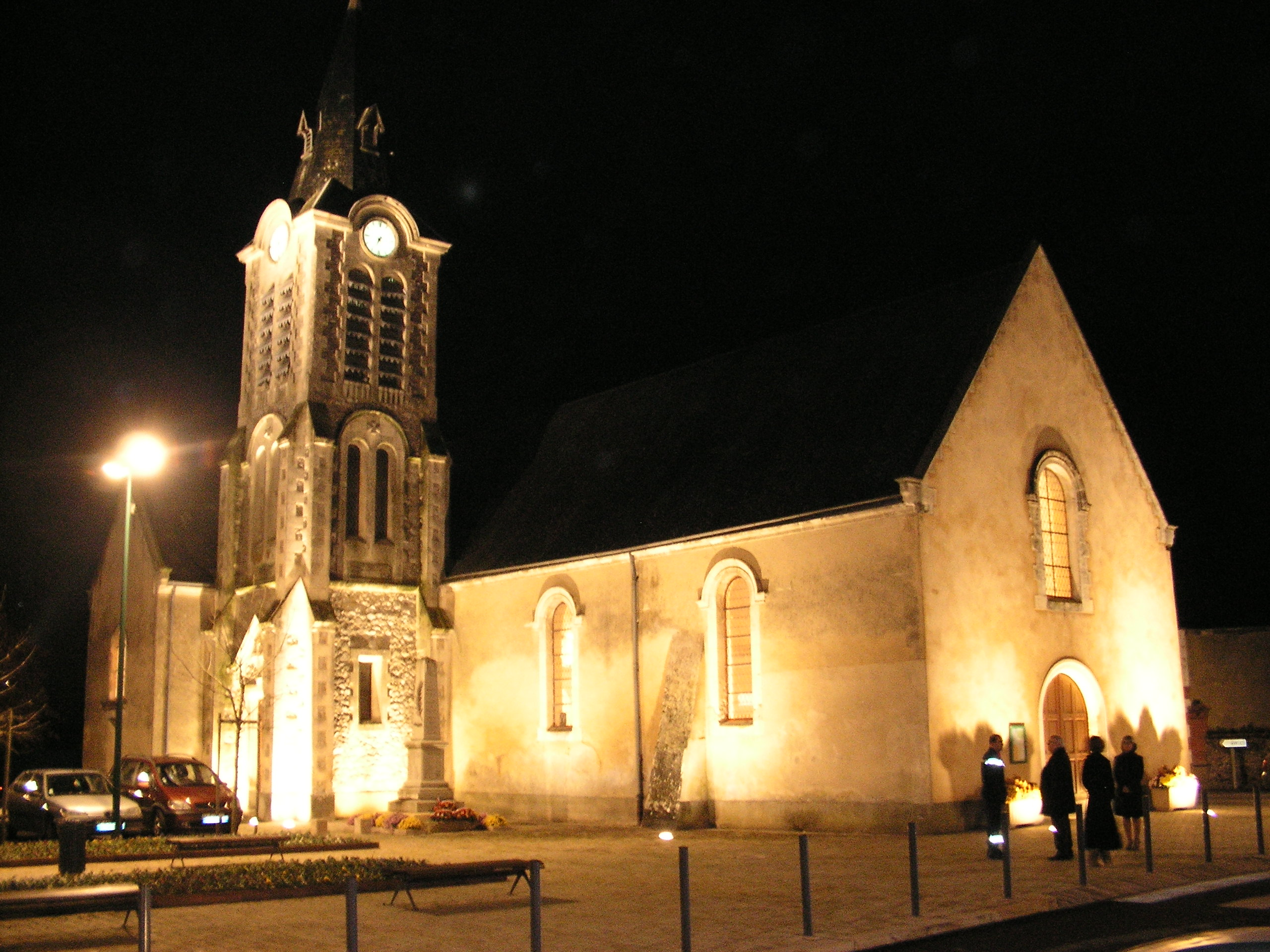
Kirche Saint-Martin
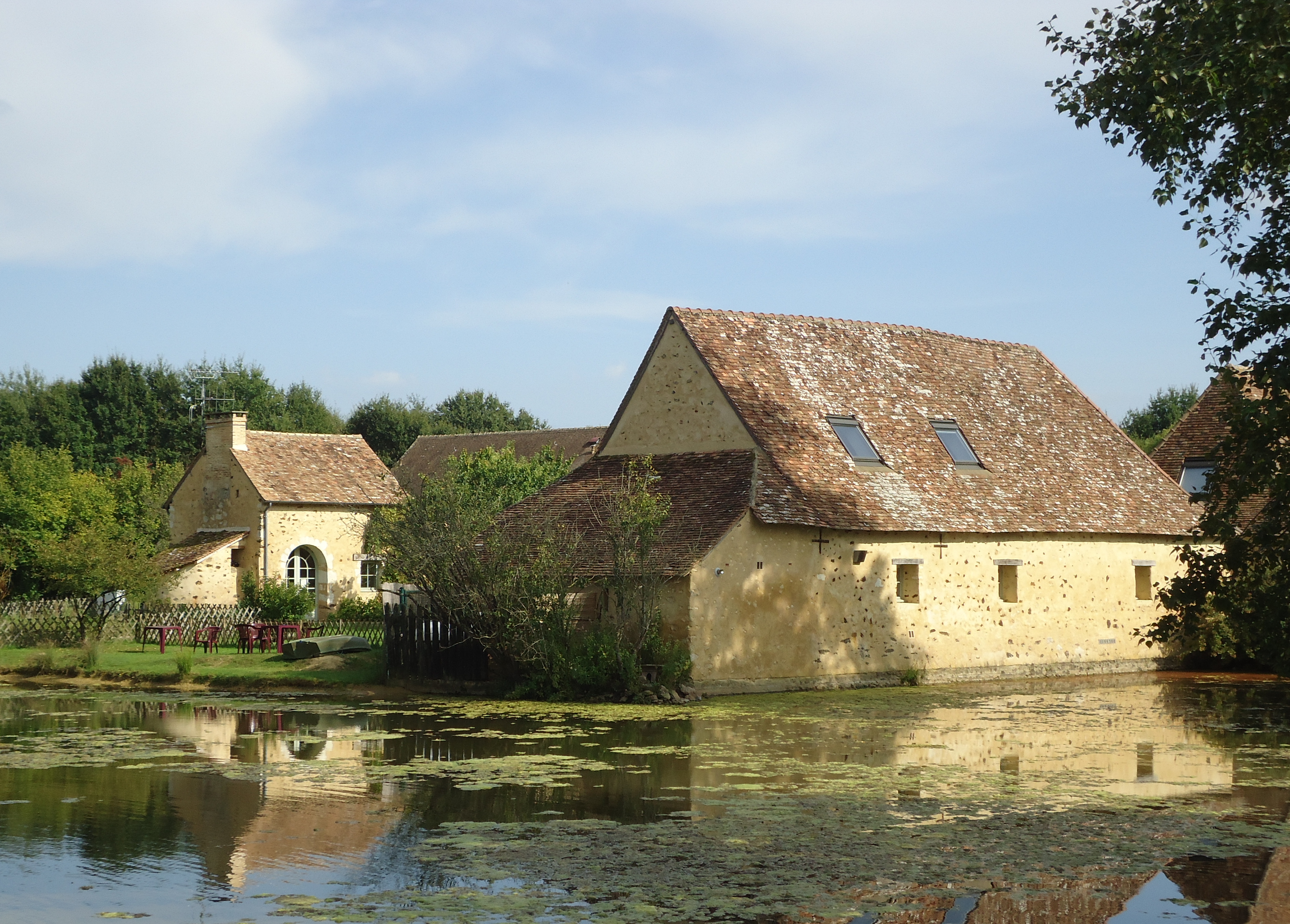
Gutshof Les Mésangères
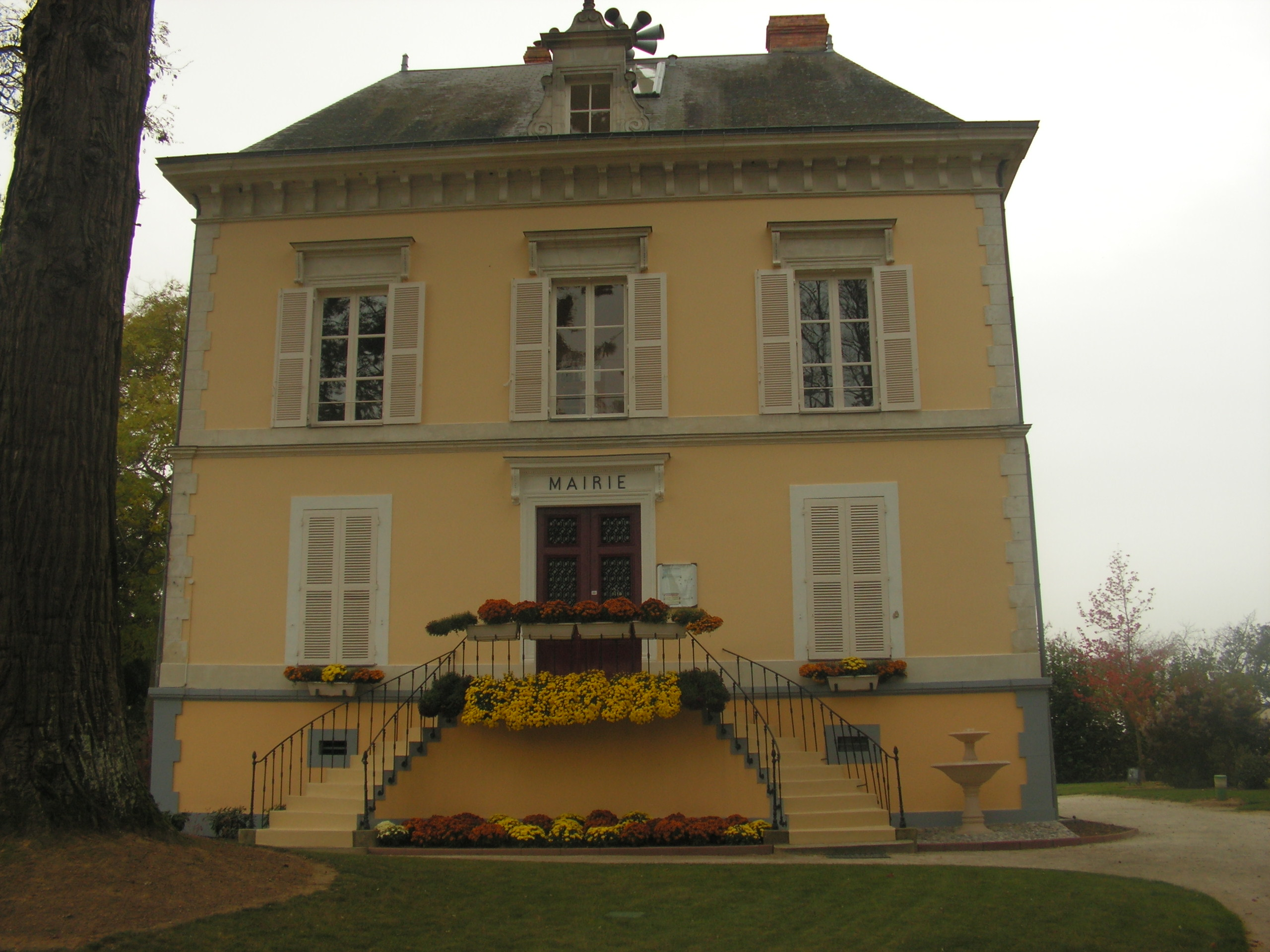
Rathaus (mairie)